# نبعة (القصيم)
نبعة هي قرية تابعة لمحافظة المذنب التابعة لمنطقة القصيم في المملكة العربية السعودية.

## نشأت نبعه
انتقل شتوي بن محمد بن حمود بن غزي البدراني الدوسري من الشماسية إلى المذنب في القرن الثاني عشر وانشأ نبعة التي أصبحت بعد ذلك حاضرة الدواسر البدارين حيث اراضيها الخصبة ومياهها العذبة الوفيرة ويشتهر اهلها بالكرم والشجاعة وحسن الجوار.

## الموقع الجغرافي
نبعه إحدى الأماكن المهمة في محافظة المذنب وهي قرية تاريخية قديمة اكتسبت أهميتها منذ القدم بسبب موقعها الجغرافي المميز
فهي تقع في الجزء الغربي الجنوبي من محافظة المذنب، بين خطـي طـول (12 َ-44 ْ و91 َ-39 ْ) شرقاً، ودائري عرض (49 َ-25 ْ و58 َ-54 ْ) شمالاً،
يحدها من الشرق محافظة المذنب والغرب الدعثه والجنوب السحق والشمال محافظه المذنب وهي منطقة زراعيه مميزه حيث يوجد بها أشجار النخيل
ويزرع بها القمح ويوجد بها عدد من المزارع وكان لموقعها الجغرافي المهم قديما دور كبير في أن أصبحت ممراً لترحال البادية
والدليل على ذلك قصة الشيخ راجح بن محمد بن راجح مع جاره العنزي ابن غنام وهنالك شواهد تاريخية ما زالت شاهداً على ذلك وبقايا أثرية
تثبت وجود أهميه نبعه وكذلك قصة بدارين حرب مع أهل نبعه في ذلك الوقت ودورهم في حماية المذنب من الجهة الغربية.

## الخدمات
معظم الخدمات الأساسية المهمة متوفره حيث يوجد في نبعه شبكة كهرباء وشبكة هاتف وشبكة مياه،
كما يتوفر في نبعه شبكة طرق تربطها بمحافظة المذنب والقرى المجاورة علما انه لا يتوفر في نبعه مركز أماره

## الوضع الاقتصادي
كان الأهالي في نبعه يعتمدون في معيشتهم على الزراعة وتربية الحيوانات، إلا إن الاعتماد على الزراعة بدأ يتراجع تدريجيا
خاصة مع التوجه إلى الوظائف الحكومية المختلفة، وما زال عدد قليل من الأهالي يعتمدون على الزراعة في معيشتهم.
و يعمل عدد كبير من أهالي نبعه في الوظائف الحكومية المختلفة، مثل التعليم والصحة والقوات المسلحة والداخلية
و يعمل عدد كبير أيضا في مجال التجارة حيث يوجد عدد كبير من المحلات والمؤسسات التجارية في مدن منطقة القصيم والرياض والمنطقة الشرقية.